# Унтершнайдхайм
Унтершнайдхайм (нем. Unterschneidheim) — коммуна в Германии, в земле Баден-Вюртемберг. 
Подчиняется административному округу Штутгарт. Входит в состав района Восточный Альб.  Население составляет 4600 человек (на 31 декабря 2010 года). Занимает площадь 68,06 км².